# Н’Коно, Тома
Тома́ Н’Коно́ (фр. Thomas N'Kono; 20 июля 1956 года, Дизанг, Французский Камерун) — камерунский футболист, вратарь. Победитель Кубка африканских наций 1984 года.

## Клубная карьера

### Ранние годы
Родился в бедной семье. Чтобы прокормить себя и родных, Н’Коно приходилось много работать, в футбол играл в свободное время. Когда селекционеры клуба «Эклэр» заметили его, будущий спортсмен был зачислен в клуб на позицию центрального нападающего, где неплохо проявил себя, забив 9 голов в 5 матчах. Однажды на тренировке от нанесённого им по мячу удара вратарь команды сломал палец, и в ворота пришлось встать Н’Коно. Спортсмен неплохо защищал ворота, и тренер решил попробовать его в качестве вратаря в официальном матче, где Н’Коно также сыграл хорошо. В следующих 12 матчах он не пропустил ни одного гола и вытеснил основного вратаря из состава команды.

### Камерун
Про него узнали в лучшем клубе Камеруна «Канон». Там Н’Коно быстро стал основным вратарём команды и дебютировал в сборной Камеруна. В 1975 году его арендовал клуб «Тоннер», который дебютировал в Кубке кубков КАФ. Н’Коно не подвёл команду — «Тоннер» стал первым обладателем трофея. Позже вратарь вернулся в «Канон». С ним он выиграл две Лиги чемпионов, получил два «Золотых мяча» лучшему футболисту Африки.

### Испания
В 1982 году своей игрой на ЧМ-1982 он обратил на себя внимание зарубежных клубов. В результате Н’Коно перешёл в «Эспаньол», где провёл 9 лет — больше, чем кто-либо другой из зарубежных игроков. С «Эспаньолом» спортсмен выигрывал бронзовые медали и выходил в финал Кубка УЕФА.
В 1990 году Н’Коно участвовал в ЧМ-1990. Во многом благодаря голкиперу сборная вышла в 1/4 финала. По возвращении в Камерун Н’Коно удостоился ордена Почётного легиона Камеруна.

### Завершение
После «Эспаньола» Н’Коно играл за клубы низших испанских дивизионов. В 39 лет он уехал доигрывать в Боливию, где выиграл 2 чемпионата страны.

## Карьера тренера
После завершения игровой карьеры Н’Коно стал тренером вратарей в сборной Камеруна. В 2002 году на Кубке африканских наций в Мали перед полуфиналом между хозяевами турнира и камерунцами разгорелся скандал: Тома Н’Коно и главный тренер Винфрид Шефер были арестованы малийской полицией за незаконное проникновение на стадион за полтора часа до игры. В частности, Н’Коно обвинили в том, что он попытался спрятать на поле какой-то предмет — им якобы был амулет, который якобы должен был негативно подействовать на сборную Мали. Шефер за оскорбление комиссара матча был дисквалифицирован на следующую игру. Однако команда вышла, по собственным словам, играть «за честь Камеруна и за честь Нконо» — результатом стала победа над Мали со счётом 3:0, а в финале против Сенегала камерунцы взяли верх в серии пенальти.

## Достижения

### Командные
- Вице-чемпион Африки: 1986
- Победитель Лиги чемпионов КАФ: 1978, 1980
- Победитель Кубка обладателей кубков Африки: 1975, 1979
- Чемпион Камеруна: 1974, 1977, 1979, 1980, 1982
- Чемпион Боливии: 1996, 1997
- Обладатель Кубка Камеруна: 1976, 1977, 1979

### Личные
- Лучший футболист Африки: 1979, 1982